# Lubje
Lubje je zunanja plast stebel in korenin lesnatih rastlin. Rastline z lubjem so drevesa, lesene trte in grmičevje. Izraz lubje se uporablja za vsa tkiva izven žilnega kambija. Prekriva les in sestavlja notranji del lubja in zunanje lubje. Notranje lubje je pri starejših steblih živo tkivo, vključuje tudi najgloblje območje, periderm. Zunanje lubje pri starejših steblih vključuje mrtvo tkivo na površini stebla skupaj z deli najglobljega periderma in vseh tkiv na zunanji strani periderma. Zunanje lubje na drevesih se imenuje tudi ritidom ali terciarna skorja. 
Izdelki, ki jih uporabljamo in so pridobljene iz lubja so: začimbe in druge arome, tanbark za tanin, smola, lateks, zdravila, strupi, različne halucinogene kemikalije in pluta. Lubje so uporabljati tudi za izdelavo oblačil, kanujev in vrvi. Uporaben je tudi kot podlaga za slikanje ter kot podlaga za izdelavo zemljevidov. Število rastlin se je povečalo zaradi njihove privlačnosti, zanimivih barv lubja in površinske teksture. Njihova skorja se uporablja tudi za zastor pokrajine.

## Botanični opis
To kar običajno imenujemo lubje, vsebuje več tkiv. Pluta je zunanje, sekundarno tkivo, ki ne prepušča vode in plinov in se imenuje tudi felem. Pluto proizvaja plutni kambij, ki je meristem (embrionalno tkivo) iz aktivnih delečih se celic. Plutni kambij, ki se imenuje tudi felogen, je običajno le ena debela plast celic. Poleg felema, felogen proizvaja tudi feloderm. Skupaj felem (pluta), felogen (plutni kambij) in feloderm predstavljajo periderm. Celične stene plute vsebujejo suberin, voskasto snov, ki ščiti steblo pred izgubo vode, vdorom žuželk v steblo in preprečuje okužbe z bakterijami ter glivicami. Kambialni tkivi, to sta plutni kambij in žilni kambij, sta edini del lesenega stebla, kjer pride do celične delitve; nediferencirane celice v ožilju kambija se hitro razdelijo za tvorbo sekundarnega ksilema (lesa) v notranjosti in sekundarnega floema (tudi ličja) na zunanjosti. Floem je prevajalno tkivo, ki prevaja organske snovi in je sestavljeno iz sitastih cevi ali sitastih celic, ki so pomešane s parenhimom in vlakni. Skorja je primarno tkivo stebla in korenine. Pri steblih je skorja med plastjo povrhnjice in floema, v koreninah notranja plast ni floem, pač pa pericikel.
Od zunanjosti si sledijo plasti v takšnem vrstnem redu:
1. pluta (felem)
2. plutni kambij (felogen)
3. feloderm
4. skorja
5. floem
6. žilni kambij
7. ksilem (les)

Lubje vsebuje plasti od (1) do (5) in je sestavljeno iz periderma, floema in celic, ki proizvajajo ta tkiva. Periderm vključuje plasti (1), (2) in (3).
V mladih steblih, kjer je lubja manj, si tkiva sledijo takole: povrhnjica (epiderm, ki sčasoma odmre), periderm, skorja, primarni floem, sekundarni floem, žilni kambij, sekundarni ksilem (les) in primarni ksilem. Z leti, ko se steblo stara in raste, se postopoma zunanja površina stebla preoblikuje v lubje, ker se povrhnjica (epiderm) odlušči. V starih steblih se epidermalna plast, skorja ter primarni floem omejijo od notranjih tkiv z debelejšim izoblikovanjem plute. Zaradi zgostitve plasti plute, te celice odmrejo, ker ne dobijo vode in hranila. Ta mrtva plast je hrapavo plutasto lubje, ki se tvori okoli drevesnih debel in drugih stebel.

## Uporaba lubja
Pluta, ki jo pogovorno zamenjamo z lubjem, je skrajna plast lesenega stebla, ki prav tako izvira iz plutnega kambija. Služi kot zaščita pred zajedavci, rastlinojedimi živalmi in boleznimi, kot tudi pred dehidracijo in ognjem. Pluta lahko vsebuje antiseptike, kot je tanin, ki varuje pred glivičnimi in bakterijskimi napadi.
Pri nekaterih rastlinah je lubje bistveno debelejše in zaradi tega zagotavlja dodatno zaščito. V pluti hrasta plutovca (Quercus suber) je lubje dovolj debelo, da ga lahko olupimo za izdelke iz plute, s tem pa drevesu ne škodimo, saj ne odstranjujemo živih tkiv. Nekatera lubja se lahko odstrani v dolgih listih; gladke površine lubja breze so uporabljali kot prevleke za izdelavo kanujev, kot drenažni sloj na strehi, za čevlje, nahrbtnike, itd.

## Odstranitev lubja
Narezani hlodi, ki se uporabljajo za proizvodnjo lesa, imajo običajno lubje že odstranjeno (odstranijo ga tik pred rezanjem). Veliko živih organizmov živi v ali na lubju, vključno z žuželkami, gobami in drugimi rastlinami, kot so mahovi, alge in druge višje rastline. Mnogi od teh organizmov so patogeni ali paraziti, nekateri imajo z rastlinami tudi simbiotske odnose.

## Obnavljanje lubja
Stopnja, do katere lahko drevo obnovi zajetno škodo lubja, je odvisna od vrste do vrste. Nekatera drevesa so zmožna proizvesti kalus (rastlinsko meristematsko tkivo, ki se razvije na ranjeni ploskvi stebla ali veje), ki hitro zdravi poškodbe, vendar pušča jasne brazgotine, medtem ko druga drevesa, kot je hrast, ne proizvajajo obsežnega kalusa. Razpoke in sončne opekline so primeri poškodb, ki jih najdemo na lubju, ki jih drevesa lahko obnovijo, a je to odvisno od stopnje poškodbe.